# Fringilla coelebs moreletti
El pinzón de las Azores (Fringilla coelebs moreletti) es un pequeño pájaro paseriforme perteneciente a la familia de los fringílidos. Es una subespecie  del pinzón común endémico del archipiélago portugués de las Azores, perteneciente a Macaronesia en el océano Atlántico del norte. Localmente se le denomina tentilhão o sachão.

## Descripción
La cabeza y parte del dorso son de color gris azulado, con el resto del área dorsal que verdoso; las alas y la cola son negras y blancas; la garganta y el pecho son rosas. El pico es de color plomo y las patas de marrón rosáceo. El plumaje de las hembras es más discreto, dominando los tonos marrones.

## Distribución y hábitat
El pinzón de las Azores habita en todas las islas del archipiélago y es uno de los pájaros más comunes en las islas. Se le puede avistar tanto al nivel del mar como en las áreas más altas de la isla de Pico.

## Galería de imágenes

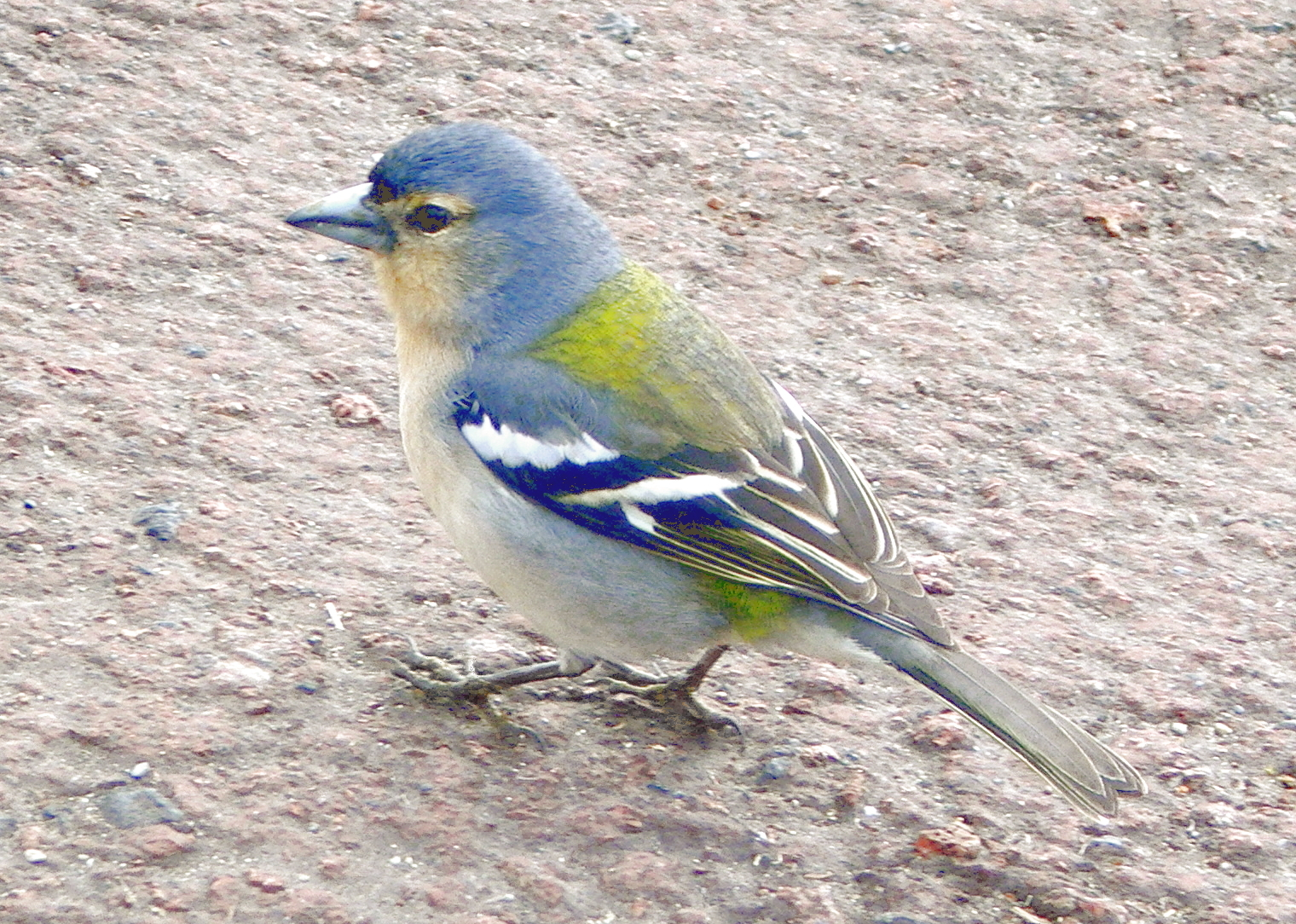
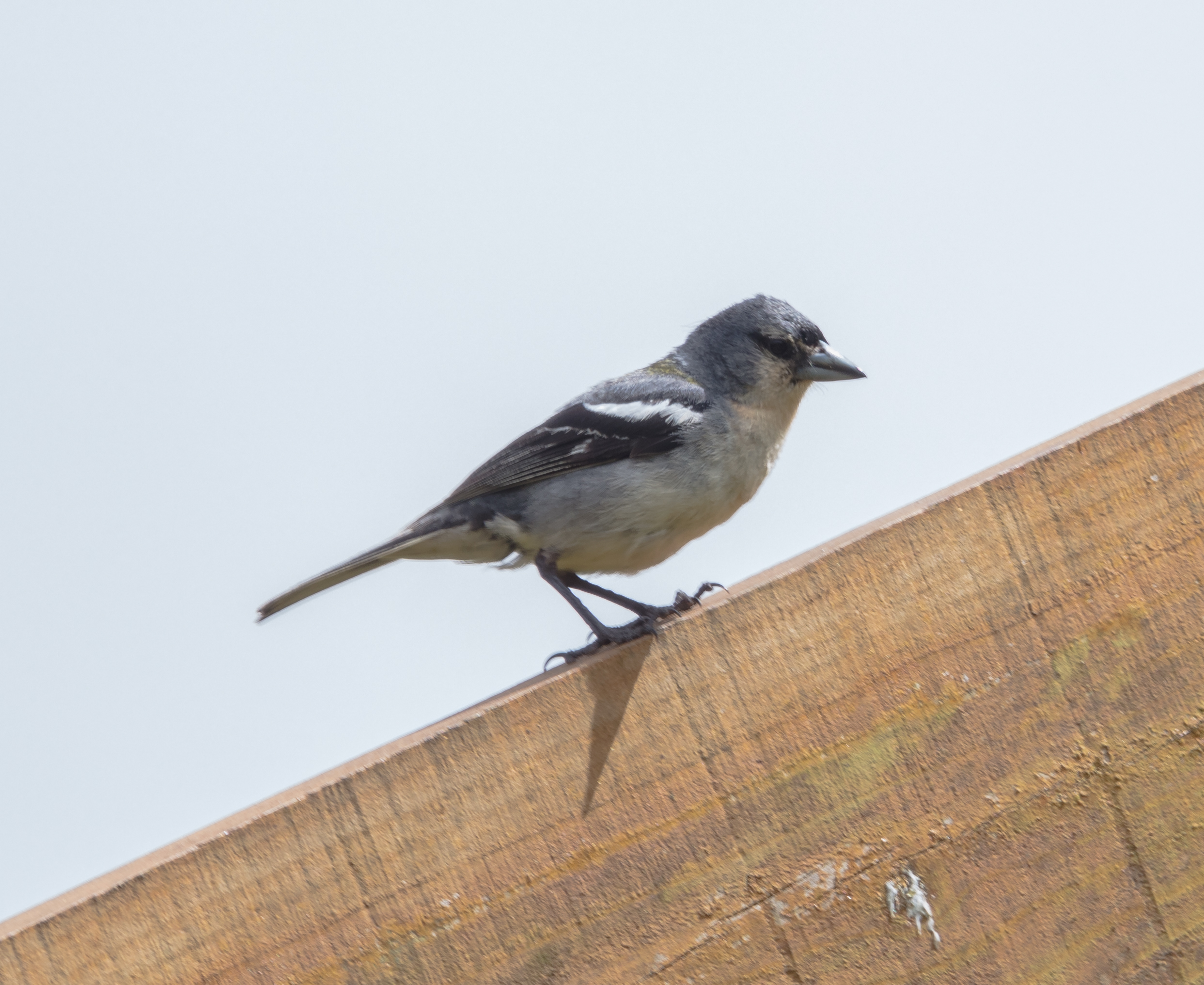
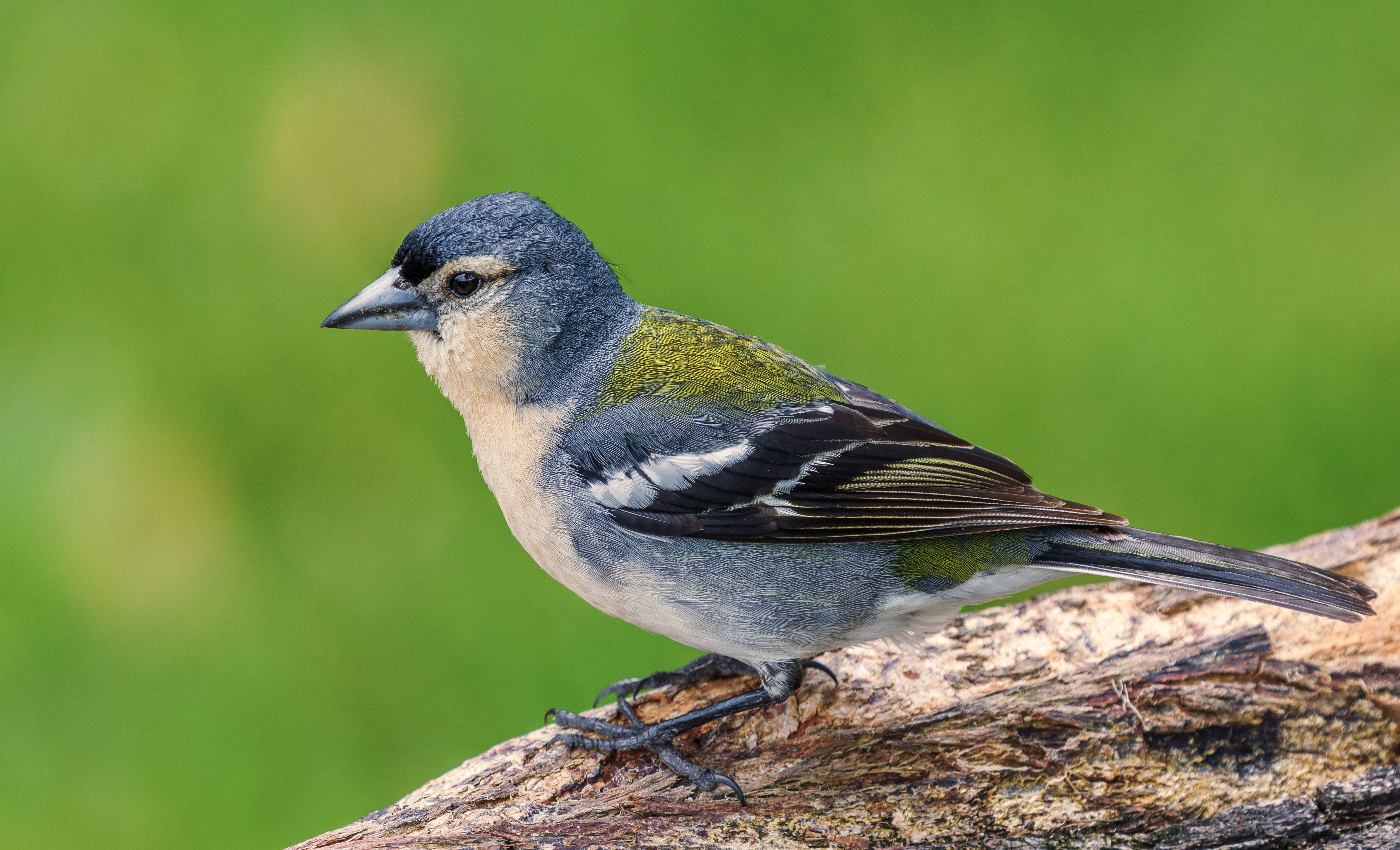
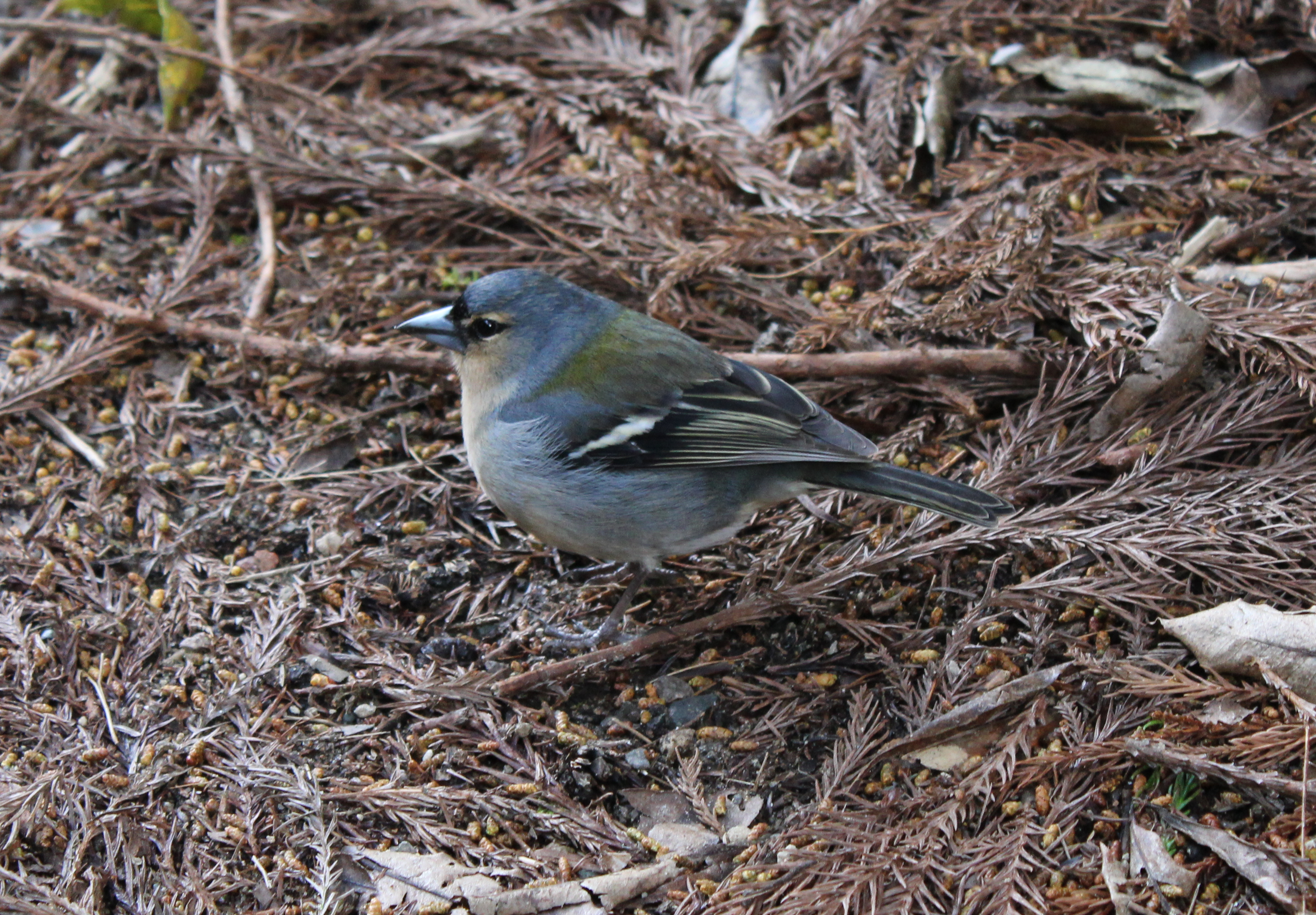